# Кассабян, Мигран
Мигран Крикор Кассабян (Гасабян; англ. Mihran Kassabian; 25 августа 1870, Кесария, Османская империя — 14 июля 1910, Филадельфия, США) — выдающийся американский радиолог армянского происхождения, пионер в области применения рентгеновских лучей в медицине. Вице-президент Американского общества рентгеновских лучей. Его работа считается одной из самых важных в области раннего изучения радиации, которую Вильгельм Рентген считает бесценной.

## Биография
Мигран Кассабян родился в городе Кесария Османской империи в 1870 году. Посещал американскую миссионерскую школу. В 1893 году отправился в Лондон, чтобы продолжить свою карьеру. Там он очень заинтересовался медициной и фотографией.
Затем Кассабян эмигрировал в США, в Филадельфию, где учился в медико-хирургическом колледже. Незадолго до выпуска, в 1898 году разразилась испано-американская война, и он поступил на службу в армейский госпитальный корпус, где приобрел опыт в новой области рентгеновских лучей, недавно открытых немецким физиком Вильгельмом Рентгеном. Война была короткой и в том же году Кассабян вернулся в Филадельфию, после чего получил степень доктора медицины. Затем он работал в больнице, занимаясь фотографией и рентгеновским излучением, объединяя две области в одну, которая могла бы помочь медицине.
Он написал учебники по радиации, первая была опубликована в 1900 году и называлась «Рентген как раздражитель». В 1903 году он был назначен директором Лаборатории рентгеновских лучей в больнице Blockley Almshouse Филадельфии. Работая с излучением он понял опасность от него в то время, когда другие об этом не знали и не были защищены. Кассабян начал замечать проблемы со своим здоровьем в результате облучения, тогда он понял, что рентгеновские лучи вызывают негативные химические реакции в тканях человека. Он продолжал свою работу, даже когда его кожа на руках была повреждена из-за излучения.

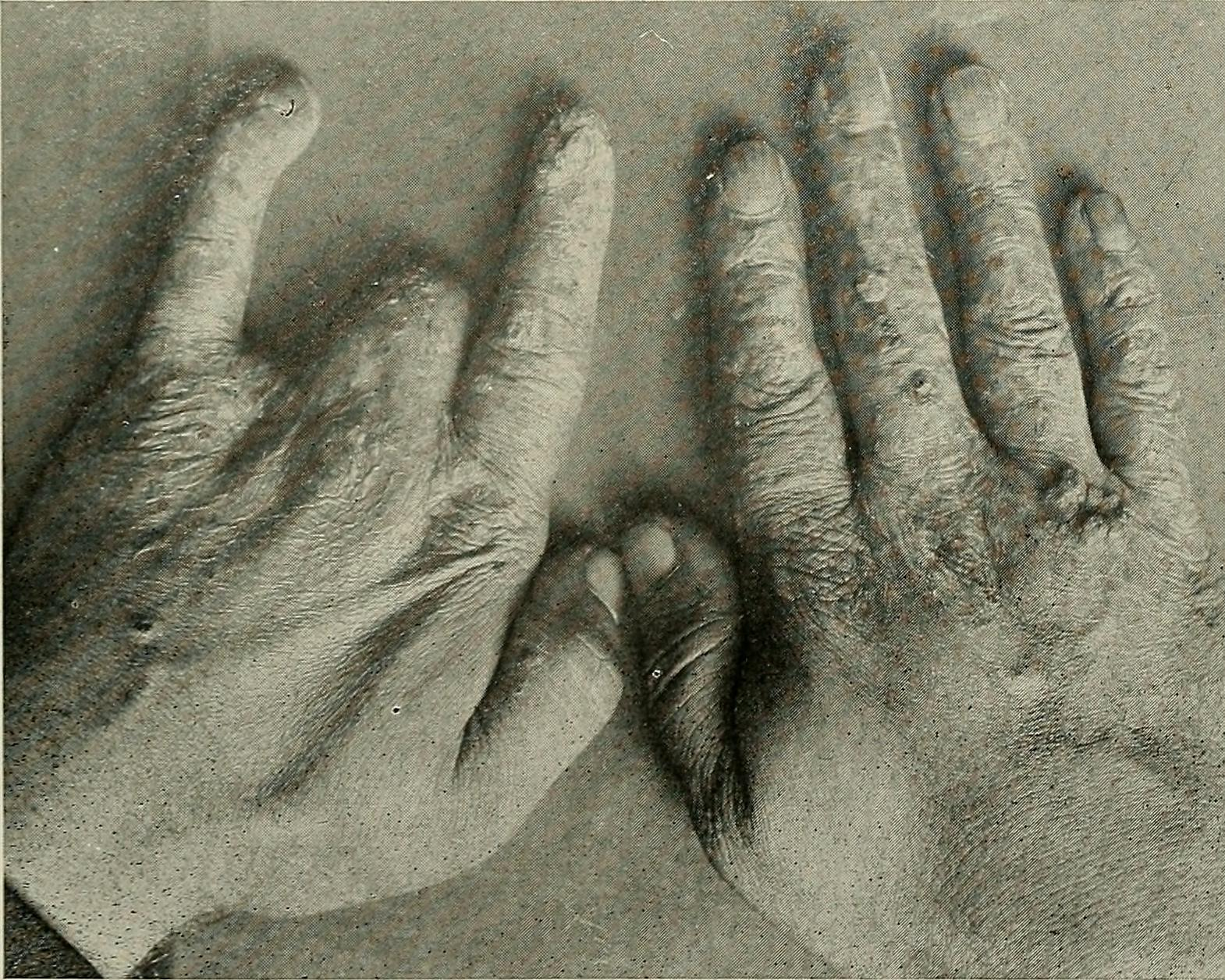
Руки М. Кассабяна, 1909 год

Его работа была настолько важна, что даже The New York Times сообщила о тяжелом состоянии его здоровья 11 июля 1910 года. Газета назвала его «одним из ведущих рентгенологов в Соединенных Штатах».
Кассабян получил в тысячи раз больше радиации чем любой из его пациентов. 14 июля 1910 года он умер и после был провозглашен «мучеником радиологии». Его работа считается одной из самых важных в области раннего изучения радиации, а Вильгельм Рентген, получивший Нобелевскую премию, считает её бесценной. Некоторые говорят, что Кассабян тоже мог бы однажды получить Нобелевскую премию за свою работу, если бы он был жив, поскольку она присуждаются только живым людям.

## Научная деятельность
За первые два года своей работы в области рентгенографии в медико-хирургическом колледже, Кассабиан сделал около 800 рентгеновских снимков. Во время работы в Лаборатории рентгеновских лучей, он изобрел позиционирующее устройство для рентгенографии грудной клетки, которое отображало округлость ребер. До этого рентгеновские изображения отображали их плоскими. Чтобы сделать рентгеновское изображение сердца, Кассабян вводил пациентам контрастное вещество нитрат висмутила.
В 1907 году Кассабян написал учебник «Электротерапия и рентгеновские лучи», который использовался в американских медицинских школах. Эта книга была одной из первых работ по лучевой терапии.